# Lindolfo Gaya
Lindolfo Gomes Gaya (Itararé, 6 de Maio de 1921 — Curitiba, 15 de setembro de 1987), ou Lindolpho Gaya, ou Maestro Gaya ou apenas Lindolfo Gaya foi um maestro e compositor brasileiro. Foi muito ativo nos anos 1960, lançando álbuns e dirigindo peças, além de reger diversos álbuns do cantor e compositor Taiguara e do clássico álbum da MPB Clube da Esquina, esteve como regente também em álbuns de sua esposa, a cantora de músicas de folclore Stellinha Egg, Paulinho da Viola, Jorge Ben, Elza Soares, Marcos Valle, Chico Buarque, Joyce, Clara Nunes, Sérgio Sampaio, dentre outros. É considerado um dos maiores arranjadores da música brasileira, tendo também atuação no exterior, na Polônia e na antiga União Soviética.

## Discografia

### Carreira Solo
- Os mais belos cânticos de Umbanda (1961)
- O pinheirinho de Natal (1961)
- Esse Mundo é meu (Com Sérgio Ricardo) (1964)
- Dick Farney: piano orquestra: Gaya (Com Dick Farney) (1967)
- Os Maestros Premiados (Com Rogério Duprat) (1968)
- 1970 (1970)
- Iemanjá (1970)
- Love, Strings And Jobim - The Eloquence Of Antonio Carlos Jobim (Com Eumir Deodato) (1975)

### Como maestro, arranjador ou condutor

#### Jorge Ben Jor
- Samba Esquema Novo (1963)

#### Paulinho da Viola
- Paulinho da Viola (1968)
- Foi um Rio Que Passou em Minha Vida (1970)
- Paulinho da Viola (1971)
- Paulinho da Viola (1971)
- A Dança da Solidão (1972)
- Nervos de Aço (1973)
- Paulinho da Viola (conhecido também como Amor à Natureza) (1975)

#### Chico Buarque
- Chico Buarque de Hollanda vol. 3 (1968)
- Chico Buarque (1978)

#### Taiguara
- Taiguara (1968)
- Hoje (1969)
- Viagem (1970)
- Carne e Osso (1971)
- Piano e Viola (1972)
- Fotografias (1973)
- Canções de Amor e Liberdade (1983)

#### Clara Nunes
- Clara Nunes (1971)
- Clara Clarice Clara (1972)

#### Clube da Esquina
- Clube da Esquina (1972)

#### João Nogueira
- E Lá Vou Eu (1974)